# Janusz Maciej Zalewski
Janusz Maciej Zalewski (ur. 27 października 1925 w Warszawie, zm. 9 lutego 1970 w Warszawie) – polski teoretyk muzyki, doktor nauk humanistycznych w zakresie teorii muzyki (pierwszy doktorat w dziejach polskiego szkolnictwa artystycznego – 26 października 1968), pedagog, autor podręczników oraz licznych publikacji z dziedziny muzyki. Kierownik Katedry Teorii Muzyki w Państwowej Wyższej Szkole Muzycznej w Warszawie (1966-1969), Dziekan Wydziału I Państwowej Wyższej Szkoły Muzycznej w Warszawie (od 1969).

## Życiorys

### Dzieciństwo
Ojciec Jerzy Roman Zalewski (1899–1982) był urzędnikiem Banku Polskiego, matka Natalia z Grellów (1900-1980) – nauczycielką szkoły powszechnej. Jerzy Zalewski wyjechał w 1939 roku za granicę jako konwojent transportów bankowych. Do wyzwolenia był więźniem obozu koncentracyjnego w Dachau. Resztę życia spędził w Londynie.
W czasie wojny Janusz Maciej Zalewski utrzymywał się między innymi z robienia wyciągów z podręczników, których było brak (tajne komplety), z przepisywania nut, dawał korepetycje z matematyki, akompaniował na lekcjach rytmiki.
W roku 1942 pracował przymusowo w fabryce sprzętu elektrotechnicznego Elektroautomat mieszczącej się na terenie warszawskiego getta (ul. Dzielna 72). Jako posiadacz przepustki wziął udział w wyprowadzeniu poza teren getta ciężko chorego Żyda. Za zgodą matki przechowywał ukrywających się Żydów z getta (jedna osoba mieszkała 2 lata – do końca wojny, druga ponad rok). Brał udział w akcjach małego sabotażu (malowanie napisów, rozlepianie afiszów). 17 stycznia 1943 roku został aresztowany przez SS w wielkiej obławie, spędził 3 dni na Pawiaku, 24 godziny w zaplombowanym wagonie jechał do Lublina, skąd na piechotę dotarł wraz z transportem do obozu koncentracyjnego w Majdanku. Uwolniony został dzięki staraniom matki i protekcji profesora Kazimierza Sikorskiego po trzech miesiącach.

### Wykształcenie
- 1931-1937 – szkoła powszechna „École français” p.p. Słojewskich przy ul. Marszałkowskiej w Warszawie.
- 1937-1939 – Prywatne Liceum Towarzystwa Szkoły Ziemi Mazowieckiej przy ul. Klonowej w Warszawie.
- 1939-1943 – tajne komplety tamże, zakończone zdaniem egzaminu maturalnego na wydziale matematyczno-fizycznym w 1943 roku. Świadectwo Dojrzałości zostało pomyślnie zweryfikowane 30 sierpnia 1945 roku.
- 1941 – rozpoczęcie nauki muzyki w Staatliche Musikschule in Warschau/Państwowej Szkole Muzycznej w Warszawie (pełniącej funkcję nieczynnego Państwowego Konserwatorium Muzycznego) w klasie fortepianu Jerzego Lefelda. Od razu wykazywał specjalne zamiłowanie do teorii muzyki, którą studiował pod kierunkiem prof. Kazimierza Sikorskiego.
- 1947–1952 – wyższe studia muzyczne w Państwowej Wyższej Szkole Muzycznej w Łodzi na Wydziale Teorii w klasie prof. Kazimierza Sikorskiego ukończone z odznaczeniem.
- 1953-1958 – studia w zakresie aspirantury artystycznej przy PWSM w Warszawie ukończone z odznaczeniem.

### Praca zawodowa
Po wyzwoleniu rozpoczął pracę zawodową w Łodzi jako akompaniator, w latach 1945-1947 był kierownikiem muzycznym oraz kompozytorem w Teatrze Lalek (później „Pinokio”). Był wykładowcą w Państwowej Wyższej Szkole Filmowej w Łodzi (1947-1953). Uczył w państwowym szkolnictwie muzycznym I i II stopnia w Warszawie. Wykładał w Prywatnym Studium Muzycznym im. Henryka Wieniawskiego w Warszawie. Był nauczycielem akademickim w Państwowej Wyższej Szkole Muzycznej w Warszawie (wykładane przedmioty: harmonia, akustyka z elektroakustyką, harmonia z ćwiczeniami, kontrapunkt).
Jego uczniami byli m.in.: Anna Arendt, Janusz Dąbrowski, Danuta Dobrowolska, Zbigniew Dziumowicz, Sławomir Grajewski, Krzysztof Heering, Małgorzata Jedynak, Bogusław Kaczyński, Izabella Kuraś, Norbert Kuźnik, Eugeniusz Majchrzak, Wojciech Marucha, Wojciech Michniewski, Krystyna Nawojska, Magdalena Olszewska, Marta Ptaszyńska, Emilia Ryczel, Maria Sadłowska, Maria Trybuła, Maria Wacholc, Teresa Waśkowska i Ewa Żaba.
Był założycielem i dyrektorem Studium Postępu Technicznego Muzyki „Izomorf” działającego przy Warszawskim Towarzystwie Muzycznym. Studium prowadziło działalność popularyzatorską z wykorzystaniem izomorficznego systemu zapisu muzycznego, między innymi poprzez prowadzenie eksperymentalnych, korespondencyjnych kursów nauki gry na instrumentach z wykorzystaniem Biblioteki Izomorfu. Izomorficzny zapis muzyczny stworzył Janusz Maciej Zalewski we współpracy z filozofem Tadeuszem Wójcikiem.
Kierował Pracownią notacji muzycznej Izomorf, zorganizowaną przy Zakładzie Teorii PWSM w Warszawie (zredagował 24 pozycje Biblioteki Izomorfu).

### Kariera naukowa

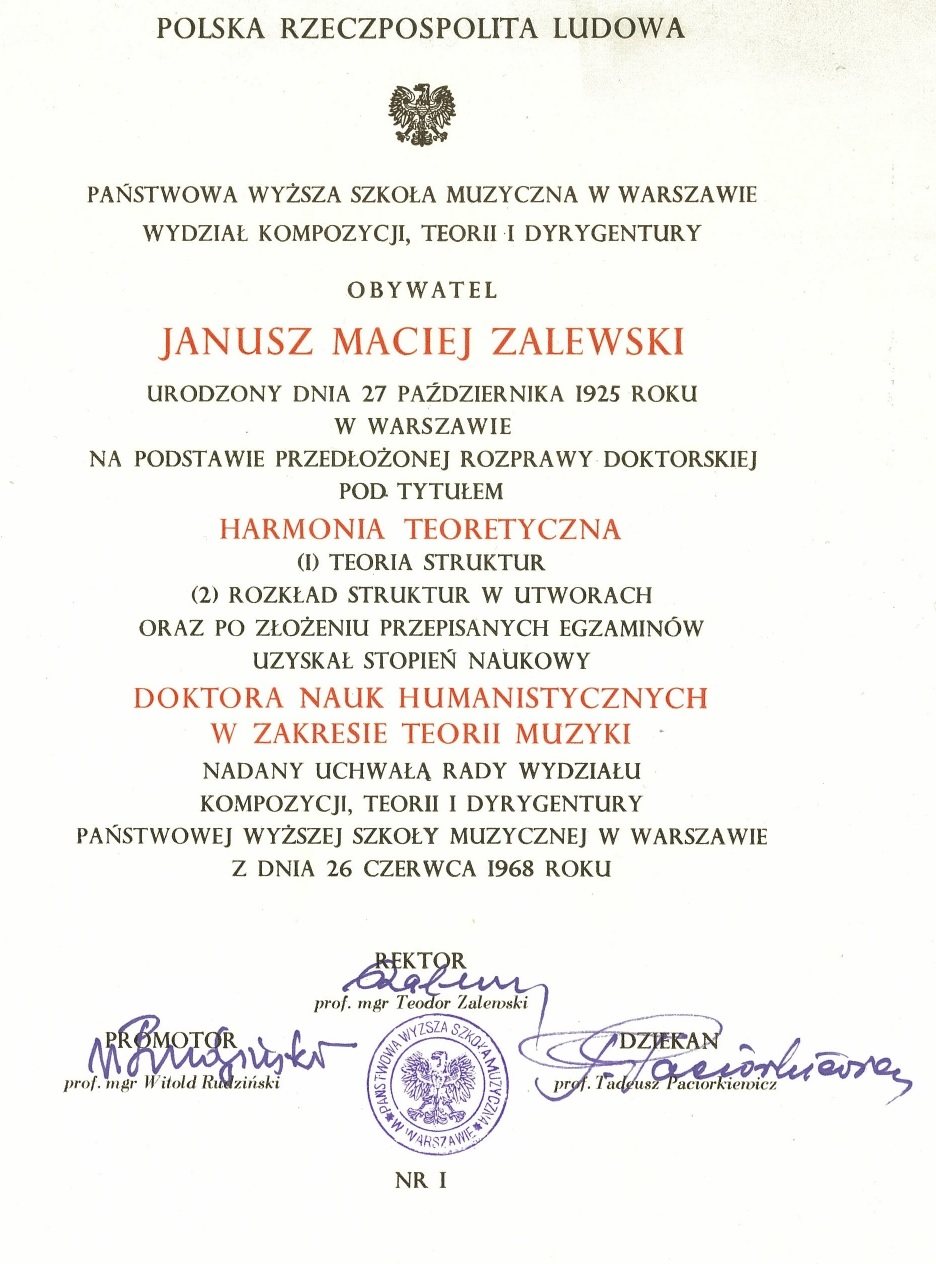
Nadanie Januszowi Maciejowi Zalewskiemu stopnia naukowego doktora nauk humanistycznych w zakresie teorii muzyki. Była to pierwsza w historii polskiego wyższego szkolnictwa artystycznego obrona rozprawy doktorskiej

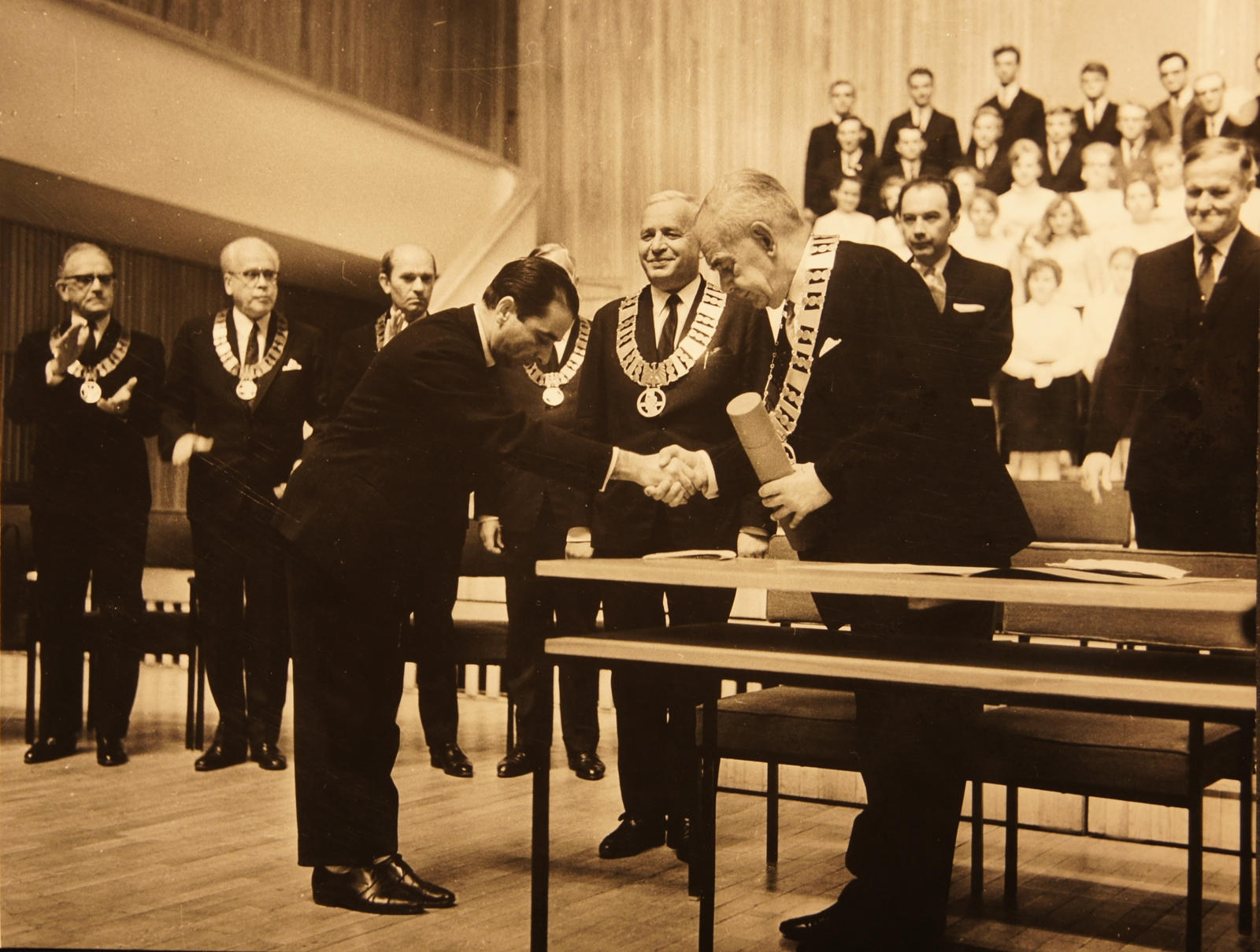
Uroczysta promocja Janusza Macieja Zalewskiego na doktora nauk humanistycznych w zakresie teorii muzyki, dyplom wręcza rektor Teodor Zalewski

- 1952 – pracownik naukowy PWSM w Łodzi
- 1953 – starszy asystent PWSM w Warszawie
- 1958 – adiunkt PWSM w Warszawie
- 1964 – starszy wykładowca PWSM w Warszawie
- 1966 – kierownik II Katedry Teorii PWSM w Warszawie
- 21 czerwca 1967 wszczęcie przewodu doktorskiego przez Radę Wydziału Kompozycji, Teorii i Dyrygentury PWSM w Warszawie
- 26 czerwca 1968 obrona rozprawy doktorskiej pt. „Harmonia teoretyczna. Cz. I Teoria struktur. Cz. II Rozkład struktur w utworach.”
- 9 listopada 1968 roku, w Sali Koncertowej Państwowej Wyższej Szkoły Muzycznej w Warszawie odbyła się uroczysta promocja Janusza Macieja Zalewskiego na doktora nauk humanistycznych w zakresie teorii muzyki, dyplom wręczył rektor Teodor Zalewski.
- 24 czerwca 1969 powołanie przez Ministra Kultury i Sztuki na stanowisko docenta na Wydziale Kompozycji, Teorii i Dyrygentury PWSM w Warszawie
- 1 października 1969 zostaje Dziekanem Wydziału I PWSM w Warszawie

Dokonania Janusza Macieja Zalewskiego wspominał m.in. Stefan Śledziński:

W tej to grupie młodych naukowców poznałem Macieja Zalewskiego, a znajomość ta wkrótce zamieniła się w przyjaźń. Był typem ściśle myślącego naukowca i człowiekiem z charakterem, który mimo piętrzących się na jego drodze naukowej przeszkód, nie potrafił po prostu pójść na łatwy kompromis, choć utrudniało mu to karierę. Umiał też zawiłe sprawy harmonii teoretycznej przedstawić w sposób jasny i przystępny. Nie obawiał się zastępować przebrzmiałych systemów teoretycznych własnymi, nowoczesnymi koncepcjami i walczyć o nie, choćby kosztem własnego zdrowia. Dawno dojrzały do objęcia stanowiska profesorskiego godził się pracować jako asystent czy adiunkt, byle nie rezygnować z tego, co uważał za prawdziwe. Ponad 15 lat trwała ta walka o słuszną sprawę i oto w momencie, kiedy odniósł pierwsze, nareszcie wysoko ocenione naukowe sukcesy i przygotowywał się do szerszej działalności naukowej – odszedł od nas tak nagle! Nad wszystkimi żalami z powodu utraty cennego naukowca, kolegi, profesora dominuje chyba tragizm nieukończonego dzieła

### Życie prywatne
Z zamiłowania był badaczem ojczystego języka, fascynowała go etymologia. Wziął nawet udział w teleturnieju prowadzonym przez Ryszarda Serafinowicza pod tytułem „Wyrazy obce”, w którym zajął pierwsze miejsce.
Miał trzech synów – Wojciecha Jerzego (1951) i Marcina Pawła (1952) z Ireną z Jackowskich oraz Michała Adama (1963) z Tomirą z Witulskich.
Został pochowany na cmentarzu Powązkowskim (kwatera 283-5-20).

## Prace naukowe

### Publikacje z zakresu teorii muzyki
- Teoria modulacji w świetle terminologii 35 i 12-znakowej (praca magisterska), Państwowa Wyższa Szkoła Muzyczna, Łódź, 1952,
- O pewnym odwzorowaniu materiału dźwiękowego, Muzyka, kwartalnik, Państwowy Instytut Sztuki, Rok II, Nr 1 (4), Warszawa, 1957,
- Trzy wykłady z harmonii teoretycznej.

1. Struktura cykliczna zbioru dźwięków.

2. Funkcje harmoniczne jako grupa.

3. Torus harmoniczny,
Państwowa Wyższa Szkoła Muzyczna, Zakład Teorii Muzyki, Warszawa, 1958/1961,
- Zasady izomorficznej notacji muzycznej (współautorstwo z Tadeuszem Wójcikiem), Zjednoczenie Polskich Zespołów Śpiewaczych i Instrumentalnych, Biblioteka Izomorfu nr 8 T, Warszawa, 1962,
- Principoj de la racia muzikskribo /Izomorfa sistemo/ (współautorstwo z Tadeuszem Wójcikiem), Pola Esperanto Asocio, Biblioteko – Izomorfo nro 17, Warszawa, 1963,
- Percepcja interwałów i skale muzyki elektronicznej, Państwowa Wyższa Szkoła Muzyczna, Katedra Harmonii i Kontrapunktu, Warszawa, 1965,
- Podstawy teorii struktur wysokościowych, Warszawskie Towarzystwo Muzyczne, Studium Postępu Technicznego Muzyki Izomorf, 1966,
- Struktura współbrzmień w utworach Béli Bartóka, Państwowa Wyższa Szkoła Muzyczna, Warszawa,1967,
- Tablice struktur systemu dwunastodźwiękowego, Warszawskie Towarzystwo Muzyczne im. St. Moniuszki, Biblioteka Izomorfu nr 23, Studium Izomorf, Warszawa, 1968,
- Harmonia teoretyczna, Państwowa Wyższa Szkoła Muzyczna, Warszawa, 1972.

### Wykłady, referaty, odczyty, prelekcje
(na przykładzie dwóch lat akademickich 1965/66 i 1966/67)
- O współczesnych metodach analizy harmonicznej, Koło Związku Kompozytorów Polskich, Wrocław, 1965,
- O zastosowaniu taksonomii wrocławskiej w analizie zbioru dzieł muzycznych, Seminarium Historii Polskiej Kultury Muzycznej, Wydział Historyczny, Uniwersytet Łódzki, Łódź, 1964/65,
- O klasyfikacji mechanizmów grających (wspólnie ze Stanisławem Prószyńskim), Wydział Historyczny, Seminarium Kultury Muzycznej, Uniwersytet Łódzki, Łódź, 1964/65,
- Analiza akordowa jako kryterium stylistyczne – referat wygłoszony na Ogólnopolskiej Konferencji Muzykologicznej, 1966,
- Współczesne metody analizy harmonicznej – referat wygłoszony we Wrocławskim Kole Terenowym Związku Kompozytorów Polskich, I966,
- Analogie z systemem funkcyjnym dur-moll przy różnych podziałach oktawy na równe części – referat wygłoszony w Zakładzie Akustyki Państwowej Wyższej Szkoły Muzycznej w Krakowie,
- Zasada izomorfii w teorii muzyki, aplikaturze instrumentów i notacji muzycznej – referat wygłoszony w Bibliotece Państwowej Wyższej Szkole Muzycznej w Katowicach,
- Klasyfikacja zbiorów wysokości dźwiękowych – referat wygłoszony w Instytucie Muzykologii Uniwersytetu Warszawskiego, 1964,
- Komunikat o wynikach badań nad frekwencją poszczególnych struktur brzmieniowych w utworach różnych epok i stylów – Ogólnopolska Konferencja Muzykologiczna, Warszawa, 1966

### Wygłoszone referaty
Referaty wygłoszone przez Janusza Macieja Zalewskiego w ramach prowadzonego przez niego seminarium otwartego z zakresu podstaw metodycznych teorii muzyki:
- Terminologia półtonowa /intowa/ interwałów i korzyści metodologiczne z jej stosowania w nauczaniu,
- Zastosowanie terminologii intowej w nauczaniu zasad muzyki,
- Zagadnienie diatoniki i chromatyki,
- Pokrewieństwo dźwięków – oktawowe, kwintowe, wielko- i mało-tercjowe. Torus harmoniczny jako model tych pokrewieństw,
- Torus harmoniczny jako model stosunków funkcyjnych między trójdźwiękami konsonansowymi,
- Zastosowanie torusa harmonicznego jako pomocy dydaktycznej w nauce o modulacji,
- Enharmonia – zjawisko muzyczne czy graficzne?,
- Akordy standardowe – podstawa harmonizacji w muzyce rozrywkowej i tanecznej. Systemy oznaczeń dla akordeonu i gitary.
- Rezultaty korespondencyjnej nauki gry na instrumentach muzycznych prowadzonej przez WTM – Studium „Izomorf” / kontynuacja eksperymentu podjętego przez Katedrę Teorii PWSM w 1963 r./,
- Współczesne metody harmonicznej analizy całościowej utworu muzycznego,
- Korelacja między obiektywnym odkształceniem struktury współbrzmienia a wrażeniem dysonansowości względnie zgodności współbrzmienia,
- Współbrzmienia o różnej strukturze i jednakowym widmie.

### Inne prace
- opracowanie Testów umiejętności i osiągnięć muzycznych,
- zredagowanie cyklu 17 audycji radiowych własnego autorstwa napisanych dla Polskiego Radia w latach 1958–1963 pt. Młodzi kompozytorzy przed mikrofonem,

prezentowani kompozytorzy: Zbigniew Bargielski, Marian Borkowski, Leoncjusz Ciuciura, Jan Fotek, Paul Glass, Jan Kahl, Benedykt Konowalski, Andrzej Korzyński, Andrzej Koszewski, Zygmunt Krauze, Ryszard Kwiatkowski, Wojciech Łukaszewski, Joachim Olkuśnik, Zbigniew Penherski, Janusz Pietrzak, Tadeusz Prejzner, Kazimierz Rozbicki, Zbigniew Rudziński, Tomasz Sikorski, Iwan Spasow, Romuald Twardowski
wykonawcy:
– Magdalena Bojanowska, Feliks Gałecki, Zofia Kosecka-Lubertowicz, Zofia Lupertowicz, Katarzyna Zachwatowicz-Jasieńska – śpiew,
– Aleksander Peresada, Andrzej Trojanowski, Andrzej Wojakowski – flet,
– Janusz Banaszek, Mieczysław Mazurek, Stanisław Pytka – obój,
– Roman Chruszcz, Juliusz Loranc, Czesław Pałkowski, Beniamin Przeździęk, Ryszard Tuszewski – klarnet,
– Bogumił Gadawski, Ryszard Paciorkiewicz – fagot,
– Ryszard Ratajczak – trąbka,
– Józef Gawlik, Janusz Walkiewicz – róg,
– Kazimierz Piwkowski – puzon,
– Gwidon Bela, Panajot Bojadżijew, Krzysztof Jakowicz, Sławomir Jankowski, Stanisław Kawalla, Tomasz Michalak, Maria Rosińska-Bargielska, Fryderyk Sadowski, Marek Szwarc – skrzypce,
– Józef First, Stefan Kamasa, Błażej Sroczyński – altówka,
– Halina Kowalska, Marian Raczak – wiolonczela,
– Leoncjusz Ciuciura, Jerzy Godziszewski, Renata Humen, Andrzej Korzyński, Leokadia Kozubkówna, Zygmunt Krauze, Wojciech Krzyżanowski, Ryszard Łęcki, Wojciech Łukaszewski, Jerzy Maksymiuk, Jerzy Marchwiński, Jerzy Skarbowski, Janusz Soczewiński, Iwan Spasow, Andrzej Stefański, John Tilbury, Jerzy Witkowski – fortepian,
– Tomasz Sikorski – fortepian, gongi, talerze, dzwony rurowe,
– Michał Czerwiński – perkusja, wibrafon,
– Stanisław Mucha – ksylofon, wibrafon,
– Ryszard Gubała – kotły,
– Zygmunt Bok, Henryk Musiał – instrumenty perkusyjne,
– Orkiestra Kameralna Polskiego Radia pod dyrekcją Jana Krenza
- artykuł pt. Studium Muzyczne im. Henryka Wieniawskiego, Życie śpiewacze, miesięcznik, nr 10, rok XV, październik 1962,
- udział w pracy nad określeniem kryteriów kwalifikacyjnych instrumentów muzycznych produkowanych w Polsce – dla Zakładu Artystyczno-Badawczego Państwowej Wyższej Szkoły Muzycznej w Warszawie.

### Kompozycje
(w rękopisach):
- Sekstet na 2 oboje, 2 waltornie i 2 fagoty, Sługocice, 1944,
- Opracowanie muzyczne do sztuki L. Krzemienieckiej „Niebieskie migdały”, 8-01-1947 (dla teatru Pinokio w Łodzi), na klarnet in B, trąbkę in B, fortepian, wiolonczelę, kontrabas,
- Fuga dwugłosowa na fortepian, 1947,
- Fuga na kwartet smyczkowy, Polanica, 16-09-1948,
- Wariacje fortepianowe na temat piosenki dziecięcej „Nie jeden już widziałem kraj”, Łódź, 1950, temat i 6 wariacji,
- Kołysanka na głos z towarzyszeniem fortepianu, 30-08-1950,
- Mariensztat, cz. I Allegro, na flauto, cembalo, 4 vl. I, 4 vl. II, 2 viole, 2 v-celli, 2 c-bassi, 1951,
- Fuga trzygłosowa w stylu wokalnym,
- Arioso, Fuga i Preludium na gitarę klasyczną, gitarę basową i organy elektronowe (Arioso), 1968,
- Rondo „Mops” na śpiew (3 głosy), gitarę klasyczną i gitarę basową do słów Jana Brzechwy, 1968.

### Opracowania
- Sześć kolęd w łatwym układzie na fortepian, opracowanie Janusza Macieja Zalewskiego w notacji izomorficznej (Wśród nocnej ciszy, Gdy się Chrystus rodzi, Bóg się rodzi, Lulajże, Jezuniu, W żłobie leży, Przybieżeli do Betlejem), wyd. Biblioteka Izomorfu, nr 42 D, Warszawskie Towarzystwo Muzyczne im. Stanisława Moniuszki, Warszawa, 1965, Biblioteka Państwowej Wyższej Szkoły Muzycznej – Warszawa, sygn. 43862,
- Czesław Aniołkiewicz – Elwira, instrumentacja Janusza Macieja Zalewskiego, Biblioteka Orkiestr Rozrywkowych nr 19, Polskie Wydawnictwo Muzyczne, Warszawa, 1960,
- Feliks Rybicki – Walc z Suity baletowej Op. 33, instrumentacja Janusza Macieja Zalewskiego, Biblioteka Orkiestr Rozrywkowych nr 21, Polskie Wydawnictwo Muzyczne, Warszawa, 1961,
- A. Markiewicz, J. Mart – Letni pocałunek, walc, instrumentacja Janusza Macieja Zalewskiego, Biblioteka Orkiestr Rozrywkowych nr 23, Polskie Wydawnictwo Muzyczne, Warszawa, 1961.

## Nagrody
- 22 listopada 1968 – Nagroda Ministra Kultury i Sztuki II Stopnia ...za szczególne osiągnięcia w dziedzinie naukowej i dydaktyczno-wychowawczej...
- 14 stycznia 1970 – Uchwałą Rady Państwa odznaczony został Złotym Krzyżem Zasługi